# Hartmut Brie
Hartmut Brie (* 18. März 1943 in Freiburg im Breisgau) ist ein deutscher Lyriker.

## Leben
Brie studierte Romanistik und Anglistik in Freiburg, München, Glasgow und Neapel. Sein Studium schloss er mit dem 1. und 2. Staatsexamen sowie der Promotion ab.
Danach arbeitete er als Lektor (DAAD) für Deutsch an den Universitäten Neapel und Lille.
Er war 11 Jahre in der Bildungshilfe in Afrika tätig (Benin, D. R. Kongo, Sudan, Togo, Niger) und unterrichtete an den jeweiligen Universitäten bzw. Eliteschulen (ENS, ENA). Als Anerkennung für seine Einsätze in Afrika erhielt er den nationalen Orden Großoffizier von Sudan, Offizier von Bénin. Brie war sechs Jahre Vorsitzender des FDA-Landesverbandes Baden-Württemberg (Freier Deutscher Autorenverband) und ist Mitglied in der Gesellschaft für zeitgenössische Lyrik, Leipzig.
Von den acht Lyrikbänden wurden vier in Kooperation mit Malern herausgegeben. Ihm liegt es am Herzen, Lyrik in Richtung Gesamtkunstwerk zu öffnen.
Er hat wiederholt auf der Leipziger Buchmesse gelesen, zuletzt 2011 u. a. im Forum in der Messehalle und im Gohliser Schlößchen. Im November 2012 las er auf den Stuttgarter Buchwochen. 2013 moderierte er auf den Stuttgarter Buchwochen. Der Lyriker hat mit seinem eigenwilligen Stil und seiner Bildersprache, auch zu sozialen  Themenbereichen globaler Art(Afrika, Afghanistan, China), der zeitgenössischen Lyrik neue Impulse gegeben. Die politischen Gedichte sind in ihrer Aussage deutlich. Anspielungen und Suggestion sind wichtig. Seine Vorstellung von Lyrik ist nicht eine Spielerei mit Beliebigem, sondern eher eine ernstzunehmende, reflektierende Art, Gegenwartslyrik durch Gedankenlyrik, meistens formal verbunden mit Reimen, eine neue Dimension des Seherisch-Kritischen zu öffnen.

## Werke
- Beiträge in Anthologien
- Artikel über Mallarmé und Edgar Allan Poe in: Die Neueren Sprachen. 7/1971 und 8/1972
- Brückenschläge (Gedichte mit Illustrationen, 2003) ISBN 3-8330-1063-0.
- Dem Gedicht auf der Spur (Gedichte, 2004)  ISBN 3-937101-39-X.
- Denkspur (Gedichte, 2006)  ISBN 3-939518-16-6.
- Schwachstellen (Gedichte mit Illustrationen, 2007) ISBN 978-3-939518-87-7.
- Gegenüber (Gedichte, 2009) ISBN 978-3-940756-50-3.
- Dagegen (Gedichte mit Illustrationen, 2011), ISBN 978-3-942063-55-5.
- Beschwörungen (Gedichte, 2013), ISBN 978-3-943528-65-7.
- Die Welt auf dem Prüfstand (Gedichte mit Illustrationen, 2017), ISBN 978-3-95632-408-6.